# 이스트바운드 & 다운
《이스트바운드 & 다운》(Eastbound & Down)은 2009년 2월 15일부터 2013년 11월 17일까지 HBO에서 방영된 스포츠 코미디 텔레비전 드라마이다. 메이저리그 투수였던 주인공 케니 파워스가 경력이 무너진 뒤에 고향 노스캐롤라이나주 셸비의 중학교에서 체육 임시교사로 일하며 벌어지는 일들을 그렸다.

## 출연
- 대니 맥브라이드
- 스티브 리틀
- 케이티 믹슨
- 존 호크스
- 제니퍼 어윈